# راين سبنسر
راين سبنسر (بالإنجليزية: Raine Spencer) كونتيسة بريطانية، وهي ابنة الروائية باربرا كارتلند و زوجة الايرل جون سبنسر والد ديانا أميرة ويلز